# Spying Through a Keyhole
Albums de David Bowie
Glastonbury 2000
(2018) Clareville Grove Demos
(2019)
Spying Through a Keyhole est un coffret de David Bowie paru en avril 2019 chez Parlophone.

## Histoire
Spying Through a Keyhole se présente sous la forme d'un coffret de quatre 45 tours comprenant neuf démos en mono de sept chansons différentes, enregistrées par David Bowie au cours de l'année 1968. Il inclut notamment deux démos de Space Oddity, le premier succès du chanteur, avec des paroles légèrement différentes. La première, incomplète, serait la toute première version enregistrée de la chanson, tandis que la seconde voit la participation de John Hutchinson, ami et collaborateur de Bowie.

## Titres
Toutes les chansons sont écrites et composées par David Bowie.
| 1. | Mother Grey (démo)                | 2:57 |
| 2. | In the Heat of the Morning (démo) | 2:59 |

| 3. | Goodbye 3d (Threepenny) Joe (démo) | 3:18 |
| 4. | Love All Around (démo)             | 2:48 |

| 5. | London Bye, Ta-Ta (démo)                           | 3:28 |
| 6. | Angel, Angel, Grubby Face (démo, première version) | 2:30 |

| 7. | Angel, Angel, Grubby Face (démo, deuxième version) | 2:36 |
| 8. | Space Oddity (extrait de démo)                     | 2:36 |
| 9. | Space Oddity (démo avec John Hutchinson)           | 4:00 |

## Musiciens
- David Bowie : chant, chœurs, guitare acoustique, harmonica
- John Hutchinson : chant et guitare acoustique sur la deuxième démo de Space Oddity